# Завар
Завар (словац. Zavar) — село, громада округу Трнава, Трнавський край. Кадастрова площа громади — 13.95 км².
Населення 2219 осіб (станом на 31 грудня 2020 року).

## Історія
Завар згадується 1255 року.

## Населення
| Рік:            | 1994. | 2004.   | 2014.    | 2024.    |
| --------------- | ----- | ------- | -------- | -------- |
| Кількість осіб: | 1649  | 1755    | 2222     | 2563     |
| Різниця:        |       | +6,42 % | +26,60 % | +15,34 % |

| Рік:            | 2023. | 2024.   |
| --------------- | ----- | ------- |
| Кількість осіб: | 2536  | 2563    |
| Різниця:        |       | +1,06 % |